# Královské botanické zahrady (Kew)
Královské botanické zahrady v Kew, obvykle označované jako zahrady v Kew (Kew Gardens), jsou zahrady s botanickými skleníky mezi Richmondem a Kew na jihozápadě Londýna v obvodu Richmond.

## Historie

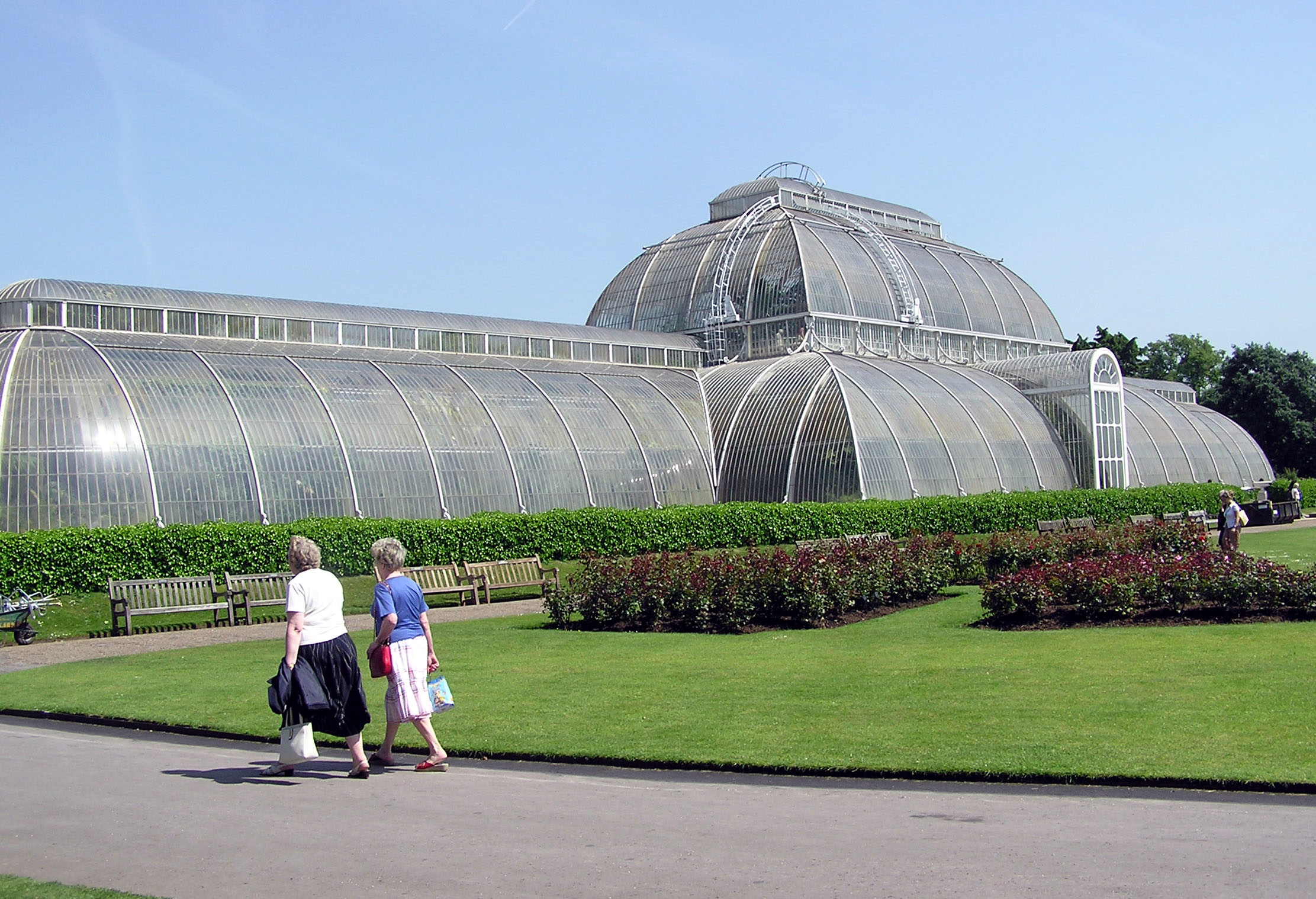
Palmový dům v Kew Gardens

Zahrady v Kew mají svůj původ v exotické zahradě u Kew House založené lordem Capelem z Tewkesbury. Tato byla rozšířena a doplněna princeznou Augustou, vdovou po Frederikovi, princi Waleském, pro kterou sir William Chambers vybudoval několik zahradních zařízení, z nichž se dochovala vznešená čínská pagoda. Starý dům v Kew byl zbořen v roce 1802. Sousední Holandský dům zakoupil Jiří III. v roce 1781, dům pak sloužil jako zahradnická školka pro děti královské rodiny. Nyní je znám jako Kew Palace.
V roce 1840 byly zahrady ustanoveny jako národní botanická zahrada. Pod vedením ředitele Williama Hookera byly rozšířeny na 30 ha, spolu s arboretem na 109 ha a později do rozměrů, které mají v současnosti – 120 ha.
Palmový dům byl postaven podle návrhů architektů Decima Burtona a Richarda Turnera v letech 1841 až 1849 a byla to první stavba, u níž byla použita tvářená ocel. Skleník Temperate house, který je dvakrát větší, byl postaven na konci 19. století a je největším viktoriánským skleníkem.
Zahrady v Kew byly v 19. století místem úspěšného pěstování kaučukovníku mimo Jižní Ameriku.
V roce 1987 byl v Kew otevřen třetí velký skleník, skleník princezny z Walesu, ve kterém je 10 různých klimatických pásem.
V červenci 2003 byly zahrady zahrnuty do seznamu památek UNESCO.
Dne 10. srpna 2003 zde byla naměřena teplota 38,1 °C, která je mnohými považována za nejvyšší teplotu naměřenou ve Velké Británii.

## Současnost

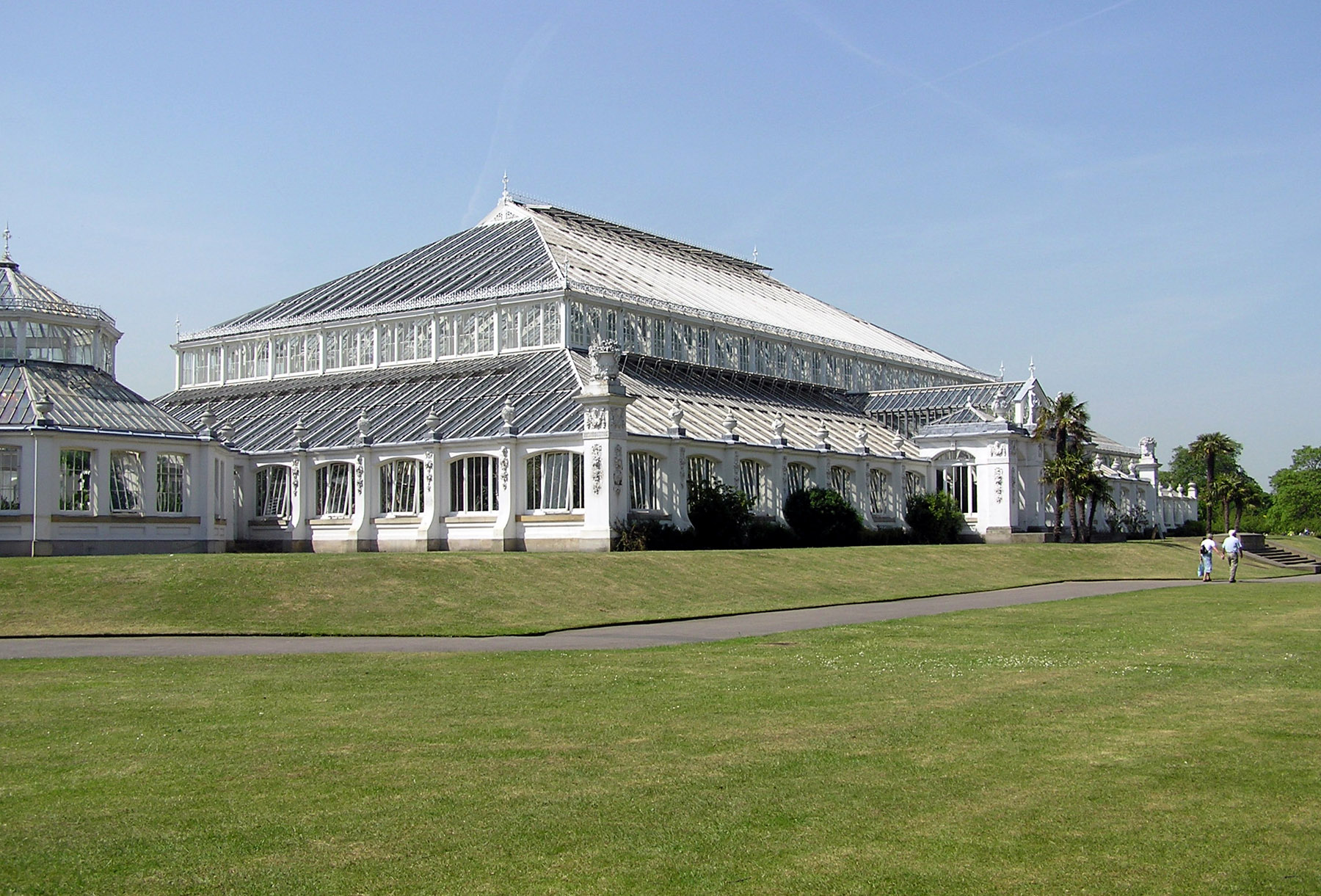
Skleník Temperate house s plochou dvakrát větší než Palmový dům. Největší dochovaná skleněná viktoriánská stavba

Zahrady v Kew jsou vedoucím centrem botanického výzkumu, tréninkovým centrem pro profesionální zahradníky a populární turistickou atrakcí. Styl zahrad je většinou neformální, jen s několika oblastmi, které mají formální styl. V zahradách se nacházejí skleníky, herbáře a knihovna.
Navzdory nevhodným podmínkám pro pěstování (atmosférické znečištění z Londýna, suchá půda a nízké srážky) zahrady obsahují jednu z nejrozmanitějších sbírek rostlin ve Velké Británii. Pro pěstování rostlin, kterým nevyhovují podmínky v Kew, byly zřízeny dvě externí stanice u Wakehurst Place v Sussexu a Bedgebury Pinetum v Kentu, která se specializuje na pěstování jehličnatých stromů.
Za prohlídku zahrad je vybíráno vstupné.
Nejbližší kombinovaná stanice metra a železnice je Kew Gardens (trasa District Line a Silverlink) na severu parku.

## Pagoda

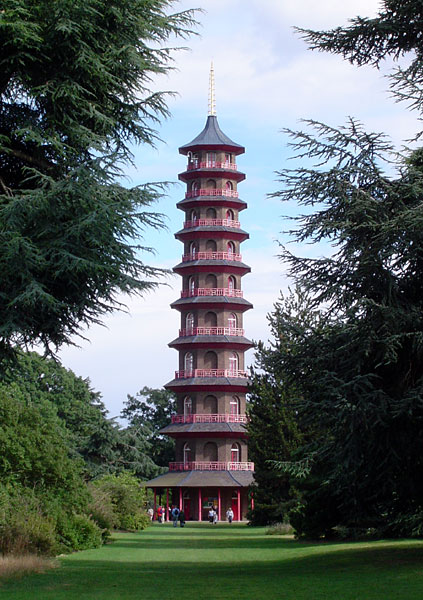
Pagoda

V severním rohu zahrad byla v roce 1762 postavena Williamem Chambersem vysoká pagoda. Nejnižší část osmiboké stavby má průměr 15 m. Výška celé pagody od základu až po nejvyšší část je 50 m.
Každé poschodí je zakončeno střechou a po čínském vzoru je pokryta pláty různobarevných plechů a kolem každé je galerie chráněná zábradlím.
Každý roh střechy je ozdoben sochou draka (celkem 80), pokrytých tenkou vrstvou různobarevného skla. Stěny jsou postaveny z velmi tvrdých cihel. Schodiště je umístěno uvnitř budovy.

## Muzea a galerie

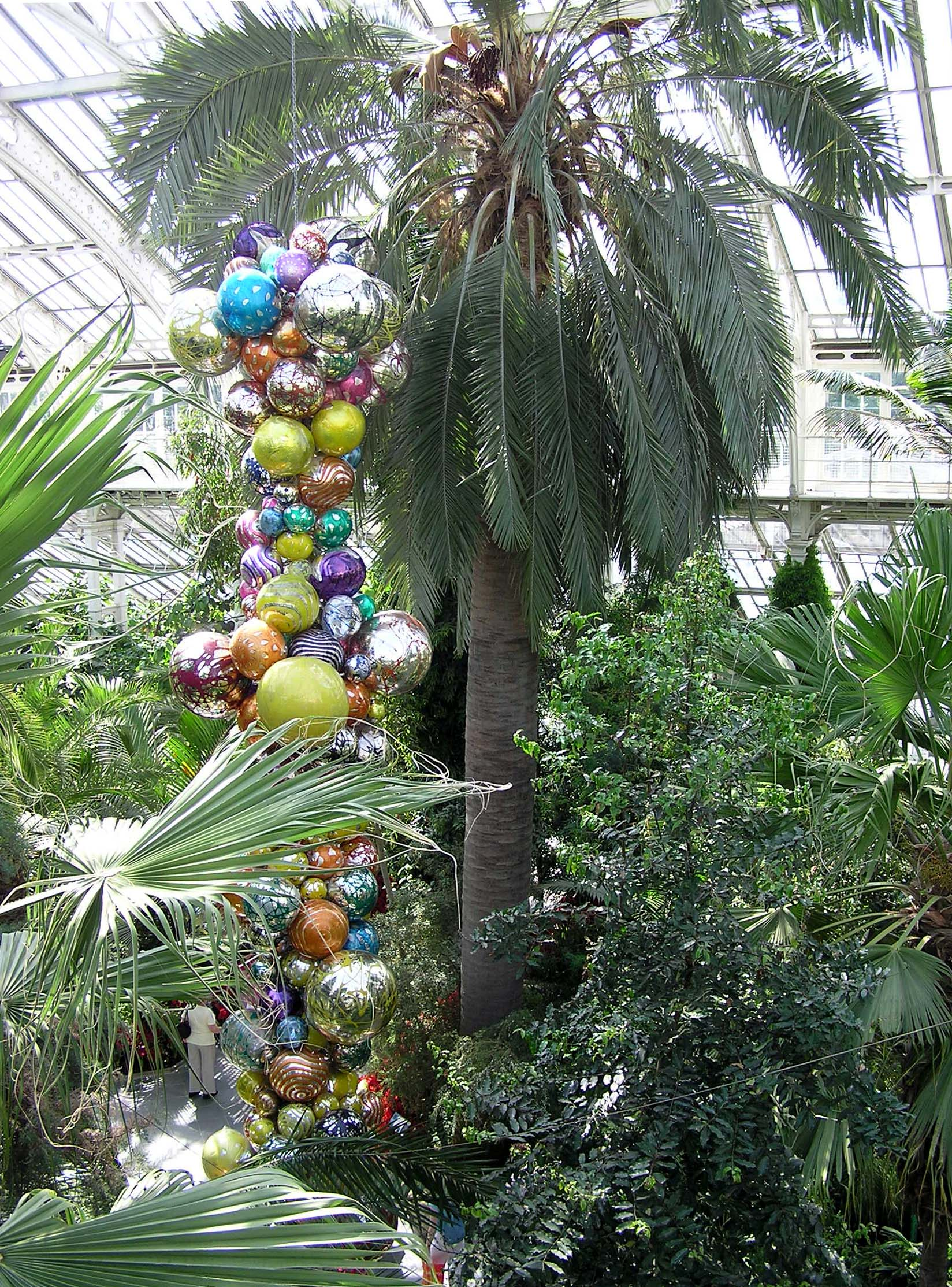
Chilská palma v Kew – nejvyšší strom na světě pěstovaný ve skleníku. Její velikost je možno posoudit srovnáním s velikostí osoby stojící pod ní.

Poblíž Palmového domu je stavba označovaná jako Museum No. 1, vybudovaná Decimem Burtonem v roce 1857. Jejím účelem je ukázat závislost lidstva na stromech a obsahuje botanické sbírky včetně nástrojů, ornamentů, oblečení, jídla a léků. Budova byla opravena v roce 1998. Horní dvě patra tvoří vzdělávací centrum a dolní patro obsahuje výstavu Plants+People, která ukazuje rozmanitost rostlin světa a různý způsob jejich využití.
Marianne North Gallery byla postavena v 80. letech 19. století pro výstavu kolekce 832 obrazů Marianne North – malířky, která procestovala Jižní Ameriku a mnoho částí Asie a na svých cestách malovala obrazy rostlin.
Po festivalu o Japonsku v roce 2001 byla do zahrad zakoupen dům typu minka. Původně byl postaven okolo roku 1900 na předměstí Okazaki. Japonští řemeslníci složili kostru stavby a britští stavebníci, kteří pracovali na stavbě obnoveného divadla Globe hliněné panely stěn.

## BGCI

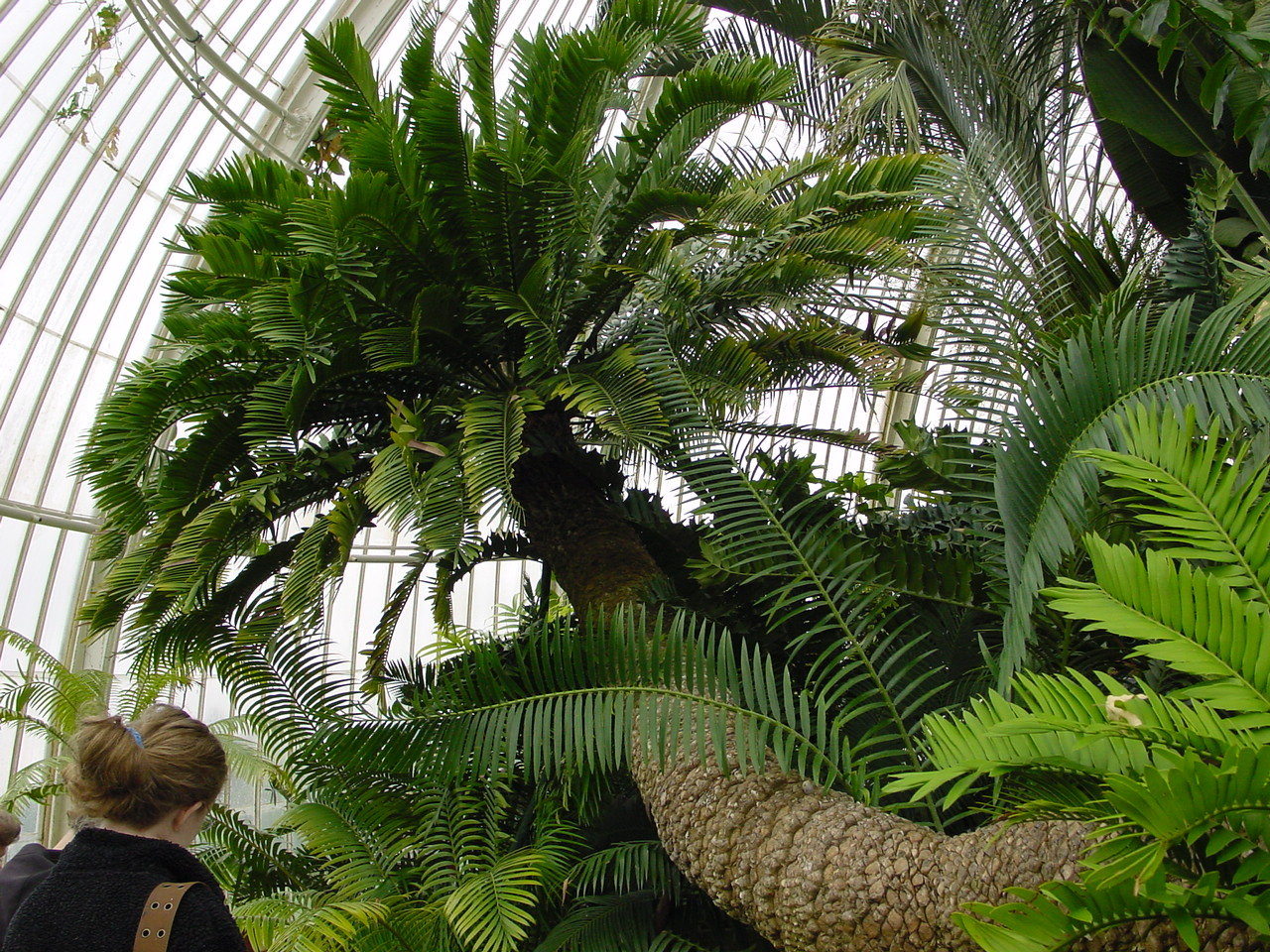
Pravěk ve skleníku – tato živoucí fosílie – stará rostlina afrického cykasu Encephalartos altensteinii byla do londýnského skleníku Kew přesazena v roce 1775. Jedná se o jednu z nejstarších skleníkových rostlin světa

V botanické zahradě sídlí organizace Botanic Gardens Conservation International – BGCI  mezinárodní organizace sdružující botanické zahrady.
Zabývá se především:
- genofondem planých rostlin a jeho in situ a ex situ
- ochranou ekologickou výchovou